# Воронки (Уфа)
Воронки — разъезд Уфимской железной дороги и бывший населённый пункт, включённый в Октябрьский район Уфы.
Находится у о.п. Воронки.